# Manoel Odorico de Moraes Filho
Manoel Odorico de Moraes Filho (Fortaleza, 10 de dezembro de 1951) é um médico, professor, pesquisador e escritor brasileiro, reconhecido por suas contribuições na área de oncologia e farmacologia clínica. Em 2018, foi agraciado com o Troféu Sereia de Ouro pelo Sistema Verdes Mares de Comunicações. 

## Biografia
Filho de Manoel Odorico de Moraes e Maria Nilza Costa de Moraes e casado com Maria Elisabete Amaral de Moraes. 
Graduou-se em Medicina pela Universidade Federal do Ceará (UFC) em 1976, onde também obteve o título de Mestre em Farmacologia em 1981. Concluiu seu doutorado em Oncologia pela Universidade de Oxford, Inglaterra, em 1989. Desde 1977, atua como professor na UFC, onde é professor titular de Farmacologia Clínica do Departamento de Fisiologia e Farmacologia e coordenador do Programa de Pós-Graduação em Medicina Translacional da Faculdade de Medicina da UFC . Doutor Honoris Causa pela Universidade do Norte do Paraná (2006). Bolsista de Produtividade em Pesquisa do CNPq - Nível 1A.
No âmbito da pós-graduação, é professor orientador nos Programas de Pós-Graduação em Farmacologia, Med Cirurgia da UFC. É pesquisador na área de Farmacologia, com ênfase em Oncologia, atuando principalmente nos seguintes temas: pesquisa clínica, prospecção de moléculas com atividade antitumoral, produtos naturais, oncologia experimental, biodisponibilidade / bioequivalência, fitoterápicos e farmacologia clínica.
Exerceu os cargos de chefe do Departamento de Fisiologia e Farmacologia da Faculdade de Medicina da UFC (1983-1984 e 2000-2003), Coordenador do Programa de Pós-Graduação em Farmacologia da UFC (1991-1995) e Pró-Reitor de Pesquisa e Pós-Graduação da Universidade Federal do Ceará (2003 - 2007). Criou a disciplina de Oncologia na Faculdade de Medicina da UFC (1996). Implantou o Programa Especial de Treinamento (PET), na época vinculada a CAPES, na Faculdade de Medicina da UFC. Idealizou, implantou e coordena o Laboratório de Oncologia Experimental (LOE) no Departamento de Fisiologia e Farmacologia da Faculdade de Medicina da UFC (1989). Idealizou, implantou e coordena o Núcleo de Pesquisa e Desenvolvimento de Medicamentos da UFC (2013).
Publicou mais de 450 artigos científicos completos em periódicos especializados e 15 capítulos de livros e 3 livros publicados. Orientou mais de uma centena de estudantes de iniciação científica, formou 66 mestres, 34 doutores e supervisionou 9 pós-doutoramentos.

## Distinções
- Comendador da Ordem Nacional do Mérito Científico, (2010).
- Membro titular colaborador do Colégio Brasileiro de Cirurgiões, (2002).
- Membro efetivo do Conselho Estadual de Ciência e Tecnologia do Estado do Ceará, (2008 atual).
- Membro titular da Academia Cearense de Medicina, (2012).
- Membro da Academia Cearense de Ciências, (2017).
- Membro da Academia Nacional de Farmácia, (2018).[16]

## Homenagens
- Doutor Honoris Causa pela Universidade do Norte do Paraná (2006).
- Recebeu Medalha do Mérito Acadêmico Ícaro de Sousa Moreira, Fundação Cearense de Pesquisa - FCPC/UFC,  (2017).
- Recebeu A Láurea - João Florentino Meira de Vasconcellos de inovação Farmacêutica.", Academia Nacional de Farmácia,
- Recebeu a Medalha de Honra ao Mérito do CREMEC-Ceará.
- Recebeu a Comenda Sindical 2017 do Sindicato dos Médicos do Ceará.
- Recebeu o Troféu Sereia de Ouro 2018 do Grupo Edson Queiroz entregue pelo Sistema Verdes Mares.[17][18]